# Isao Tomita
Isao Tomita (jap. 冨田 勲 Tomita Isao; ur. 22 kwietnia 1932 w Tokio, zm. 5 maja 2016 tamże) – japoński muzyk: kompozytor, multiinstrumentalista, twórca muzyki elektronicznej; jeden z najbardziej znanych producentów zestawów syntezatorowych w czasie szczytowej popularności analogowych instrumentów elektronicznych (1968–1983). Światową popularność zyskał dzięki barwnym transkrypcjom późnoromantycznych lub impresjonistycznych dzieł orkiestrowych, ale komponował również własną muzykę. 5 maja 2016 r. w wieku 84 lat zmarł na niewydolność serca.
Miał żonę Akiko, córkę Rie Seno, syna Masaru, siostrę Shizue Maruyama, czworo wnuków i pięcioro prawnuków.

## Twórczość

### Wczesne kompozycje
Kiedy Tomita miał trzy lata, ojciec zabrał go do Pekinu, gdzie mieszkał przez kolejne pięć lat. Zawsze interesował się muzyką, ale studiował historię sztuki na Uniwersytecie Keiō w Tokio. Jednocześnie studiował prywatnie zarówno muzykę i elektronikę. Absolwentem uczelni został w 1955 roku. Jego wczesne kompozycje były przeznaczone na tradycyjne instrumenty akustyczne. Wśród nich był „Wind Mills”, utwór chóralny wybrany jako obowiązkowy utwór testowy dla uczestników konkursu na najlepszy zespół chóralny Japońskiej Federacji Organizacji Chóralnych. W efekcie Tomita otrzymał zamówienie na napisanie motywu muzycznego dla japońskiej drużyny olimpijskiej w gimnastyce, uczestniczącej w Letnich Igrzyskach Olimpijskich 1956 w Melbourne w Australii. Tomita pisał utwory na orkiestrę i chór, między innymi dla filmu i telewizji. Najbardziej znaną z jego ówczesnych kompozycji była ścieżka dźwiękowa do filmu Kimba, biały lew (jap. Janguru taitei) z 1966 roku. Motyw muzyczny tej kompozycji Tomita opracował następnie jako poemat symfoniczny, za który otrzymał medal zasługi na Festiwalu Sztuki Japońskiej w 1967 roku.

### Muzyka elektroniczna
W 1969 roku po zapoznaniu się z muzyką z albumu Switched-On Bach amerykańskiej kompozytorki Wendy Carlos zainteresował się syntezatorem Mooga, a zwłaszcza jego możliwością naśladowania tradycyjnych instrumentów muzycznych oraz tworzenia nowych dźwięków. W 1973 roku zorganizował grupę Plasma Music, której członkowie komponowali oraz aranżowali muzykę na syntezator.
W 1974 roku dokonał syntezatorowych adaptacji muzyki Claude’a Debussy’ego, wydanej na albumie Snowflakes are Dancing. Znalazły się na nim takie utwory jak: Rêverie, Clair de lune oraz fragmenty Children’s Corner. Album stał się przebojem, a jego wydawca, wytwórnia RCA Victor podpisała z Tomitą umowę na wyłączność.
W ciągu najbliższych kilku lat Tomita dokonał szeregu transkrypcji utworów klasycznych, wydanych na albumach:
- Pictures at an Exhibition (Obrazki z wystawy Modesta Musorgskiego, 1975)[5],
- Planets (Planety Gustava Holsta, 1976)[5],
- Firebird (Ognisty ptak Igora Strawinskiego, 1976)[5]. Album odniósł sukces, został sprzedany w ilości 100 000 egzemplarzy w ciągu 3 miesięcy, osiągając szczyty list przebojów muzyki klasycznej i rozrywkowej, pojawił się nawet na jazzowych listach przebojów[4],
- na albumie Kosmos (1978) połączył utwory z różnych epok: kompozycje Johanna Sebastiana Bacha, Arthura Honeggera i Johna Williamsa (temat z filmu Gwiezdne wojny George’a Lucasa)[5],
- The Bermuda Triangle (1979) również zawiera kilka adaptacji utworów klasycznych, w tym fragmenty Suity scytyjskiej, I Koncertu skrzypcowego oraz V i VI Symfonii Siergieja Prokofjewa, Valse triste Jeana Sibeliusa, adaptacje muzyki filmowej (temat z filmu Bliskie spotkania trzeciego stopnia Johna Williamsa w reżyserii Stevena Spielberga) oraz utwory własne Tomity (The Arrival Of A UFO, Dororo)[5].

Albumy te wzbudziły kontrowersje wśród krytyków, ale spotkały się z entuzjastycznym przyjęciem wśród odbiorców muzyki elektronicznej.
Tomita odniósł sukces komercyjny, który pozwolił mu między innymi na zbudowanie jednego z najlepiej wyposażonych prywatnych studiów elektronicznych na świecie. W latach 80. stopniowo powracał do pisania własnej muzyki, opartej często na japońskich baśniach. W 1984 roku zlecił zbudowanie dla własnych potrzeb jedynego w swoim rodzaju instrumentu opartego o system Casio Cosmo. Przy jego pomocy dokonał transformacji swoich kompozycji analogowych na sample cyfrowe. Również w latach 80., był producentem ogromnych koncertów typu światło i dźwięk:
- „Mind of the Universe”, zorganizowany 8 września 1984 roku w Linzu, w Austrii, przy udziale 80-tysięcznej widowni. System nagłaśniający składał się z 13 kanałów dźwiękowych, z których każdy był zawieszony nad publicznością na wysokości 50 metrów i podtrzymywany przez helikopter. Ideą przewodnią koncertu był muzyczny opis 15 miliardów lat Wszechświata[6],
- „Back to the Earth” zorganizowany 13 września 1986 roku w Nowym Jorku dla uczczenia stulecia Statui Wolności[7],
- „Sound Cloud” zorganizowany 5 listopada 1988 roku w Sydney dla uczczenia 200-lecia Australii[8].

Od połowy lat 80. Tomita zaczął dokonywać cyfrowego masteringu większości swych oryginalnych płyt długogrających.
Artysta został laureatem Nagrody Asahi za 2011 rok.

## Dyskografia

### Albumy
Isao Tomita nagrał 34 albumy studyjne.
- 1974 – Snowflakes Are Dancing
- 1975 – Pictures At An Exhibition
- 1976 – Firebird
- 1976 – The Planets
- 1977 – El Nuevo Sonido De Debussy
- 1977 – Space Fantasy
- 1977 – Tomita’s World
- 1977 – Sound Creature (2xLP)
- 1977 – Kosmos
- 1978 – Mighty Jack Original Soundtrack
- 1979 –  Daphnis Et Chloé
- 1979 – The Bermuda Triangle
- 1981 – Grand Canyon (Isao Tomita And The Plasma Symphony Orchestra)
- 1984 – Dawn Chorus
- 1984 – Space Walk – Impression Of An Astronaut
- 1985 – Live At Linz, 1984 – The Mind Of The Universe
- 1986 – Night Jack 冨田 勲* / 渡辺岳夫* – マイティジャック (SF 特撮 ＴＶ 音楽全集) (Isao Tomita i Takeo Watanabe)
- 1988 – Live In New York – Back To The Earth
- 1992 – Storm From The East
- 1994 – Nasca Fantasy (Kodō With Isao Tomita)
- 1994 – 新日本紀行 [冨田勲の音楽]
- 1974 – ノストラダムスの大予言 / Catastrophe 1999
- 1996 – Bach Fantasy
- 1997 – Jungle Emperor Leo Original Sound Track / ジャングル大帝 オリジナル・サウンドトラック
- 2001 – 子どものための交響詩　ジャングル大帝
- 2001 – 千年の恋 ・ひかる源氏物語
- 2002 – Aquasphere
- 2003 – 冨田　勲　NHKテーマ音楽集 / Tomita On NHK
- 2004 – 源氏物語幻想交響絵巻 / The Tale Of Genji, Symphonic Fantasy
- 2004 – 隠し剣 鬼の爪 / The Hidden Blade
- 2009 – 交響詩ジャングル大帝～白いライオンの物語～《2009年改訂版》 (CD + DVD)
- 2011 – Planet Zero
- 2013 – Symphony Ihatov
- rok nieznany – Switched On Hit & Rock

### Single
Isao Tomita nagrał 10 singli
- 1974 – „Arabesque No. 1”/ „Snowflakes Are Dancing”
- 1974 – ノストラダムスの 大予言
- 1974 – „Clair De Lune”/„Arabesque No. 1”
- 1974 – „Golliwog’s Cakewalk”/„Clair De Lune”
- 1975 – „Baba Yaga (Hut On Fowls’ Legs)”/„Great Gate Of Kiev” (singiel promocyjny)
- 1976 – „The Tomita Planets: I. Excerpt From Mars”/„II. Excerpt From Venus”
- 1976 – „Firebird”
- 1979 – „Bolero (Love Music)”/„Pavan For A Dead Princess”
- 1981 – Portopia '81 Suntory Pavilion Theme „Waterland”
- 1981 – 愛と希望のファンタジア－森の詩 (singiel promocyjny)